# 米雷亚·路易斯
阿莱杭德里纳·米雷亚·路易斯·赫尔南德斯（Alejandrina Mireya Luis Hernández，1967年8月25日—），古巴退役女子排球运动员，现任古巴排球协会副主席。
路易斯是世界著名的主攻手，虽然身高仅1米75，但以超常的弹跳力闻名于世，摸高可以达到3米39。她于1983年开始代表古巴女排出场，2001年方才退役，曾率队获得过三次奥运会（1992年巴塞隆拿、1996年亞特蘭大、2000年悉尼）冠军、两次世界排球锦标赛（1994年、1998年）冠軍和四次世界杯排球賽冠军（1989年、1991年、1995年），除1999年世界杯，古巴女排八連冠時期她都在陣中。